# Nadleśnictwo Stuposiany
Nadleśnictwo Stuposiany – jednostka organizacyjna Lasów Państwowych podległa Regionalnej Dyrekcji Lasów Państwowych w Krośnie. Siedziba Nadleśnictwa znajduje się w Stuposianach w powiecie bieszczadzkim, w województwie podkarpackim.
Nadleśnictwo obejmuje część gminy Lutowiska w powiecie bieszczadzkim.
Od 1963 na terenie Nadleśnictwa Stuposiany istnieje zamknięta hodowla żubrów. Nadleśnictwo prowadzi również Centrum Promocji Leśnictwa w Mucznem.

## Historia
Po II wojnie światowej w tutejszych lasach działały oddziały UPA. Nadleśnictwo Stuposiany powstało w 1951 i objęło byłe lasy prywatne znacjonalizowane przez komunistów. Lasy te uprzednio były własnością majątków ziemskich, spółek leśnych i drobnych gospodarstw wiejskich miejscowej ludności. Urząd nadleśniczego obsadzono dopiero w 1956. W 1957 z Nadleśnictwa Stuposiany wydzielono nadleśnictwa Dwernik i Tarnawa (w późniejszych latach zlikwidowane).

## Ochrona przyrody
Na terenie nadleśnictwa znajduje się jeden rezerwat przyrody Zakole oraz część Parku Krajobrazowego Doliny Sanu (cały obszar nadleśnictwa leży w tym parku).

## Drzewostany
Typy siedliskowe lasów nadleśnictwa (z ich udziałem procentowym):
- las górski świeży 94,46%
- las górski wilgotny 3,1%
- las górski łęgowy 1,56%
- ols jesionowy górski 0,53%
- las mieszany górski świeży 0,29%
- bór górski bagienny 0,06%

Gatunki lasotwórcze lasów nadleśnictwa (z ich udziałem procentowym):
- buk 42,2%
- świerk 26,6%
- jodła 22,7%
- olsza szara 5,8%
- jawor 1,5%
- inne gatunki 1,2%

Przeciętna zasobność drzewostanów nadleśnictwa wynosi 318 m³/ha, a przeciętny wiek 84 lata.